# پیتر جردن
پیتر جردن (انگلیسی: Peter Jordan؛ زادهٔ ۲۶ آوریل ۱۹۶۷) هنرپیشه اهل آلمان است.
از فیلم‌ها یا برنامه‌های تلویزیونی که وی در آن نقش داشته‌است می‌توان به روح آشپزخانه، بین‌المللی، و عشق دیوانه اشاره کرد.